# ثبت پیکربندی کروموزوم

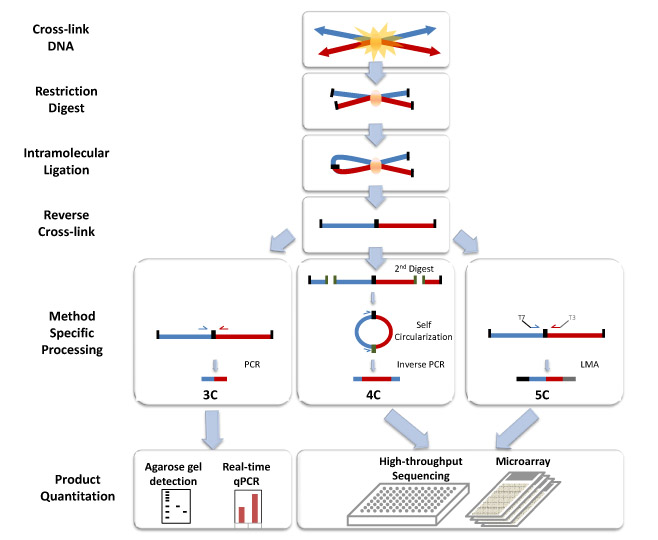
تکنولوژی‌های ثبت پیکربندی کروموزوم

تکنیک‌های ثبت پیکربندی کروموزم (اغلب به اختصار به تکنولوژی‌های 3C یا روش‌های مبتنی بر 3C نامیده می‌شوند) مجموعه‌ای از روش‌های زیست‌شناختی مولکولی هستند که برای تجزیه و تحلیل ساختار فضایی کروماتینها در یک سلول استفاده می‌شوند. این روش‌ها تعامل‌های بین مکان‌های ژنومی متفاوت که در فضای سه بعدی به هم نزدیک هستند را ثبت می‌کنند. این مکان‌ها ممکن است در طول ژنوم با هم فاصلهٔ زیادی داشته باشند و در اثر پیکربندی فضایی سه بعدی به نزدیک شده باشند. چنین تعاملاتی ممکن است ناشی از عملکردهای بیولوژیکی همانند تعامل میان پروموتر و اینهنسر یا ناشی از حلقه‌های تصادفی ایجاد شده در رشته باشند. فرکانس تعاملات می‌توانند به طور مستقیم تجزیه و تحلیل شوند یا ممکن است به قطعاتی تبدیل شوند که برای بازسازی ساختارهای سه بعدی استفاده می‌شوند.
تفاوت اصلی بین روش‌های مبتنی بر 3C دامنه آن‌ها است. به عنوان مثال، در 3C، تعاملات بین دو قطعه خاص ارزیابی می‌شود. در مقابل، در تکنولوژی Hi-C به طور همزمان تعاملات بین تمام جفت‌های قطعات کروموزومی سنجیده می‌شود.

## تاریخچه
از لحاظ تاریخی، میکروسکوپ‌ها اولین روش برای بررسی ساختار درون هسته بودند. در سال ۱۹۹۳، آزمایش پیوند هسته منتشر شد که یک روش برای تعیین فرکانس حلقه‌های ژنوم است. این آزمایش برای نشان دادن اثر استروژن در ایجاد تعامل بین پروموتر ژن پرولاکتین و اینهنسر آن صورت گرفت.
بعدها، بعضی از ایده‌های اصلی آزمایش پیوند هسته‌ای به آزمایش 3C، که در سال ۲۰۰۲ توسط Job Dekker و همکارانش در آزمایشگاه Kleckner در دانشگاه هاروارد منتشر شد، توسعه یافت.

## روش‌های آزمایشگاهی
تمام روش‌های 3C با مجموعه‌ای مشابه از مراحل آغاز می‌شوند که بر روی یک نمونه از سلول‌ها انجام می‌شود. در ابتدا، نواحی که با یکدیگر تعامل دارند منجمد می‌شوند. سپس، ژنوم‌های سلولی به قطعه‌های در حال تعامل، تقسیم می‌شود. در مرحله بعد، پیوند تصادفی انجام می‌شود تا نزدیکی قطعات به یکدیگر سنجیده شود. سپس، قطعات به دست آمده با استفاده از یکی از چندین روش زیر اندازه‌گیری می‌شوند.

### تکنولوژی‌های اصلی

#### تکنولوژی 3C (یکی در مقابل یکی)
آزمایش ثبت پیکربندی کروموزوم، تعاملات میان یک جفت قطعه مشخص از کروموزم را اندازه‌گیری می‌کند. برای مثال، از 3C می‌توان برای بررسی اینکه آیا میان دو قطعه تعامل پروموتر-اینهنسری وجود دارد یا خیر استفاده کرد. قطعات پیوند داده شده در این روش به کمک روش پی‌سی‌آر توالی‌یابی می‌شوند.

#### تکنولوژی 4C (یکی در مقابل همه)
ثبت پیکربندی کروموزوم بر روی تراشه، تعاملات بین یک قطعه از کروموزوم را با سایر نقاط در تمام ژنوم را می‌سنجد. این تکنولوژی شامل یک مرحله پیوندسازی دیگر برای ایجاد قطعات ژنوم خودگردان می‌شود که برای انجام پی‌سی‌آر معکوس استفاده می‌شود. پی‌سی‌آر معکوس اجازه می‌دهد تا دنباله شناخته شده که دنباله‌ای ناشناس به آن متصل است تقویت شود. در مقایسه با 3C و 5C، تکنیک 4C به دانش قبلی از دو ناحیه کروموزومی در حال بررسی نیازی ندارد. نتایج به دست آمده با استفاده از 4C به کمک تعامل‌های صورت گرفته بین مناطق نزدیک به یکدیگر قابل بازتولید هستند. در یک میکروآرایه می‌توان تقریباً یک میلیون تعامل را تجزیه و تحلیل کرد.

#### تکنولوژی 5C (چند در مقابل چند)
ثبت پیکربندی کروموزوم کربن کپی، تعامل میان همهٔ قطعات در درون یک ناحیه را تعیین می‎کند. اندازه این ناحیه در این تکنولوژی معمولاً در حدود چند میلیون نوکلئوتید است. این کار با استفاده از اتصال آغازگرها به قطعات انجام می‌شود. این روش پوشانندگی کمی دارد. این تکنیک با غلبه بر مشکلات جابجایی در مرحلهٔ پیوند میان ملکولی، در ثبت تعاملات پیچیده در نواحی خاص بسیار مفید است. این روش برای سنجش تعامل‌ها در تمام ژنوم نامناسب است زیرا میلیون‌ها آغازگر برای این کار نیاز است.

#### تکنولوژی Hi-C (همه در مقابل همه)
این روش، از توالی‌یابی با توان بالا برای یافتن رشتهٔ نوکلئوتیدی قطعات استفاده می‌کند. پروتکل اصلی این روش از رشته‌های جفت استفاده می‌کند که در آن رشته‌ای کوتاه از هر انتها از قطعات پیوند داده شده بازگردانده می‌شود. بدین ترتیب، برای هر قطعه، دو رشته به دست می‌آید که در مرحله پیوند تصادفی با یکدیگر در تعامل بوده‌اند. جفت رشته‌ها به صورت مجزا به ژنوم همتراز می‌شوند تا مکان هر یک در ژنوم به دست آید.

### تکنولوژی‌های مبتنی بر ثبت رشته
تعدادی از روش‌ها از ثبت اولیگونوکلئوتید برای به دست آوردن اطلاعات لازم در Hi-C برای یک مکان خاص استفاده می‌کنند. این روش‌ها عبارتند از: Capture-3C و Capture Hi-C.

### تکنولوژی‌های تک سلولی
این دسته از روش‌ها در ثبت تعامل‌های رخ داده شده در داخل یک سلول استفاده می‌شوند.

### تکنولوژی‌های مبتنی بر ایمنی تخمیر

#### روش CHIP-loop
این روش تکنولوژی 3C را با ChIP-seq ترکیب می‌کند تا تعامل‌هایی که میان دو مکان خاص صورت گرفته و یک پروتئین خاص واسطه آن شده‌است را شناسایی کند. این روش، در شناسایی تعامل‌های درون کروموزومی و بین کروموزومی با گسترهٔ بالا که یک پروتئین خاص واسطه آن شده‌است، مفید است.

#### روش CHIA-PET
این روش تکنولوژی Hi-C را با ChIP-seq ترکیب می‌کند تا همهٔ تعامل‌هایی که یک پروتئین خاص واسطه شده‌است را شناسایی کند.

## نتایج زیست‌شناختی
روش‌های 3C منجر به افزایش آگاهی از برخی دیدگاه‌های زیست‌شناختی، همانند کشف ویژگی‌های جدید ساختاری کروموزوم‌ها، فهرست‌بندی حلقه‌های کروماتین و درک بیشتر از مکانیزم‌های تنظیم رونویسی (اختلال آن می‌تواند منجر به بیماری) شده‌است.
روش‌های 3C اهمیت مجاورت فضایی عناصر تنظیم کننده بیان یک ژن را به خود آن را نشان داد. به عنوان مثال، در بافت‌هایی که ژن‌های گلوبین در آن‌ها بیان می‌شود، منطقه کنترل β-گلوبین یک حلقه با این ژن ایجاد می‌کند. این حلقه در بافت‌هایی ژن در آن‌ها بیان می‌شود وجود ندارد. این تکنولوژی همچنین به مطالعات ژنتیکی و اپی ژنتیکی کروموزوم‌ها در موجودات زنده و انسان‌ها کمک کرده‌است.
این روش‌ها ساختار ژنوم را به دامنه‌های وابسته به توپولوژی (TADs) نشان می‌دهد که با نشانگرهای اپی ژنتیک مرتبط است. برخی از TADها به طور فعال در حال پخش هستند، در حالی که برخی سرکوب می‌شوند.

## تحلیل داده
روش‌های مختلف 3C داده‌هایی با ویژگی‌ها و خواص آماری بسیار متفاوت تولید می‌کنند؛ بنابراین ابزارهای متفاوتی برای تجزیه و تحلیل هر یک وجود دارد.
داده‌های Hi-C اغلب برای تجزیه و تحلیل ویژگی‌های کروماتین در سراسر ژنوم، از قبیل ترتیب همبستگی توپولوژیکی دامنه‌ها (TADها)، مناطق مجاور ژنوم که در فضای سه بعدی هم به هم نزدیک هستند، استفاده می‌شود. الگوریتم‌های متعددی برای شناسایی TADها از روی داده‌های Hi-C ارائه شده‌است.
ساختار سه بعدی ژنوم به کمک ماتریس برخورد به دست آمده از تعاملات میان نواحی نیز قابل بررسی است. هر بردار ویژه از این ماتریس اشاره به مجموعه‌ای از نوکلئوتیدها در ژنوم می‌کند که لزوماً در رشته ژنوم به هم نزدیک نیستند، ولی ویژگی‌های ساختاری مشترکی دارند.
یک فاکتور مهم در تکنولوژی 3C وجود تعاملات مکرر و نامشخصی است که در اثر ویژگی‌های تصادفی رشته ثبت می‌شوند؛ بنابراین، میزان معناداری تعامل ثبت شده بین دو مکان باید به طور خاص از طریق آزمون آماری ارزیابی شود.